# パンケーキガメ
パンケーキガメ（Malacochersus tornieri）は、爬虫綱カメ目リクガメ科パンケーキガメ属に分類されるカメ。本種のみでパンケーキガメ属を構成する。

## 分布
ケニア南部、ザンビア北東部、タンザニア北部

## 形態
最大甲長17.8センチメートル。雌雄で甲長はあまり変わらない。背甲は極めて扁平。成体でも背甲の甲板の間や腹甲中央部の甲骨板に隙間（多くのカメでは幼体は甲骨板に隙間があるが、成長に伴い隙間が無くなる）があり甲板が薄いため、甲羅に弾力性がある。属名Malacochersusは「柔らかい陸のカメ」の意。和名や英名（pancake）とパンケーキのように弾力性がある甲羅に由来する。扁平かつ弾力性のある甲羅は、狭い隙間に潜りやすくなるための適応と考えられている。項甲板はやや大型。縁甲板は左右に12枚（まれに13枚）ずつある。背甲の色彩は黄色や黄褐色、褐色と変異が大きく、孵化直後からある甲板は濃色で暗褐色に縁取られる。甲板ごとに黒い放射状の斑紋が入る個体もいる。腹甲は大型。喉甲板はやや突出し、左右の喉甲板の間にわずかに切れ込みが入る個体もいる。腹甲の色彩は黄褐色で、甲板ごとに暗色斑が入りその周辺に放射状の斑紋が入る。腹甲の斑紋は老齢個体では消失することもある。
頭部はやや大型。四肢は頑丈で、指趾には発達した爪が生える。頭部や四肢の色彩は黄褐色。
卵は長径3.7-5センチメートル、短径2.2-3.9センチメートル。幼体は後部縁甲板の外縁が弱く鋸状に尖る個体もいる。
メスは背甲が幅広く、甲高が高い。オスは腹甲がやや凹んだ個体が多く、尾の基部が太くて長く総排出口が尾の先端寄りにある。

## 分類
頭骨などの内部形態からチチュウカイリクガメ属に近縁と考えられていた。核DNAやミトコンドリアの塩基配列による分子系統学的解析でも、インドリクガメ属やチチュウカイリクガメ属と単系統群を形成すると推定されている。一方でミトコンドリアの全塩基配列における最大節約法および最尤法での分子系統学的解析では、チチュウカイリクガメ属よりもインドリクガメ属、チチュウカイリクガメ属より分割されたヘルマンリクガメ属やヨツユビリクガメ属により近縁で単系統群を形成するという解析結果も出ている。

## 生態
標高約1,800メートル以下の丘陵や低山地にあるサバンナや乾燥した藪地、低木林などに生息し、乾燥して藪や有刺低木が点在し岩がある環境を好む。薄明薄暮性。岩の下や岩の割れ目などを隠れ家としその周辺で活動し、1つの隠れ家に複数個体が同居する事もある。乾季になると隠れ家で休眠する。危険を感じると、隠れ家に素早く逃げ込む。腹甲を膨らませ隠れ家内で四肢を突っ張ることで外敵から引き出されるのを防いだり、垂直な割れ目を上り下りすることもできる。
食性は植物食で、主に乾燥した草を食べるが草や多肉植物も食べる。
繁殖形態は卵生。乾季を除いて周年交尾を行うが、主に1-2月に交尾を行う。オスはメスを追いかけたり噛みつく、ひっくり返すなどして交尾を迫る。7-8月に隠れ家の周辺にある地面に穴を掘り（隠れ家内に産む事もある）、1回に1個（まれに2個）の卵を産む。野生下では卵は12月-翌1月に孵化する。卵は初期発生初期時に低温により休眠し温度が上昇することで再び発生するが、ある程度の期間をおけばほとんどの胚で発生が再開する（後者の場合は孵化にかかる期間が長期化する）。そのため飼育下では卵が140-300日で孵化した例がある。

## 人間との関係
開発や放牧による生息地の破壊、ペット用の乱獲などにより生息数は激減している。ケニアでは輸出を制限し、タンザニアでは養殖個体（生息地の一部を柵で囲い、その中で産まれた個体）を輸出するなどの保護対策が進められている。1998年にEUでは本種の輸入が禁止されている。しかし過去には本種が分布しないコンゴ共和国やコンゴ民主共和国、モザンビークからの野生個体の輸出や、ザンビア、ブルガリアなどから飼育下繁殖個体とされる個体が大量輸出された例もあり密輸が行われている可能性もある。1990年代以降はほぼ日本に輸出されている。
ペットとして飼育されることもあり、日本にも輸入されている。テラリウムで飼育される。適度な大きさの隠れ家（シェルター）を設ける。全身が浸かれることができる水容器を設置する。ケージ内に局所的な熱源を照射し一部が高温になる場所を設ける。